# Пирне
Пирне (болг. Пирне) — село в Бургасской области Болгарии. Входит в состав общины Айтос. Находится примерно в 4 км к юго-западу от центра города Айтос и примерно в 30 км к северо-западу от центра города Бургас. По данным переписи населения 2011 года, в селе  проживало 622 человека.

## Население
| Год     | 1934 | 1946 | 1956 | 1965 | 1975 | 1985 | 1992 | 2001 | 2011 |
| ------- | ---- | ---- | ---- | ---- | ---- | ---- | ---- | ---- | ---- |
| Жителей | 761  | 713  | 1107 | 1205 | 984  | 735  | 664  | 661  | 622  |

| Национальность | Человек | Процент |
| -------------- | ------- | ------- |
| болгары        | 480     | 79,87%  |
| турки          | 13      | 2,16%   |
| цыгане         | 104     | 17,3%   |
| Всего ответов  | 601     |         |

|  |